# Общество оптики и фотоники
Общество оптики и фотоники (англ. Society of Photo-Optical Instrumentation Engineers — SPIE) — профессиональное некоммерческое международное объединение учёных, инженеров и студентов в области оптики и фотоники.

## История
Общество SPIE было основано 1 июля 1955 года и официально называлось на английском языке Society of Photographic Instrumentation Engineers. Затем в 1964 году официальным названием общества стало Society of Photo-Optical Instrumentation Engineers (SPIE).

## Деятельность
SPIE публикует 10 научных журналов и поддерживает цифровой архив содержащий более 235 тысяч онлайновых статей. Ежегодно архив пополняется общим количеством свыше 17 тыс. научных статей. За год проводится более чем 140 семинаров и конференций по всему миру. Среди наиболее известных — SPIE Photonics West, SPIE Optics + Photonics, SPIE Advanced Lithography, SPIE Photomask Technology.
Общество SPIE объединяет свыше 17,5 тыс. членов из разных уголков земного шара, около 500 действительных членов (англ. fellows) и 100 студенческих подразделений.
SPIE присуждает следующие награды:
- Золотая медаль SPIE — высшая награда общества (с 1977)
- Премия президента SPIE — за исключительные и выдающиеся заслуги перед обществом (c 1966)
- Премия директоров SPIE — за выдающиеся заслуги перед обществом (с 1963)
- Премия Конради в области оптической инженерии (с 1990)
- Премия Эйдена и Марджори Мейнел за технологическое достижение (с 1979)
- Премия за новаторство в области биофотонных технологий (с 2013)
- Премия Бриттона Ченса по биомедицинской оптике (с 2012)
- Премия Чандры Викрама по оптической метрологии (с 2009)
- Премия Денеша Габора по дифракционной оптике (с 1983)
- Премия за поддержку многообразия (с 2020)
- Премии за достижения на раннем этапе карьеры для академических учёных и представителей промышленности (с 2008)
- Премия Фрица Цернике по микролитографии (с 2004)
- Премия Стокса за исследования оптической поляризации (с 2004)
- Премия Гарольда Эджертона по высокоскоростной оптике (с 1989)
- Премия Харрисона Барретта а области медицинской визуализации (с 2019)
- Премия Марии Гёпперт-Майер по фотонике (с 2020)
- Премия Марии Исуэль за педагогические достижения (с 2003)
- Премия Мо-цзы — за выдающиеся открытия, научные и технические достижения или изобретения в области оптики (с 2018)
- Премия Рудольфа и Хильды Кингслейк в области оптического дизайна (с 1974)
- Премия Джозефа Гудмана за написание книги (с 2006)
- Премия Джорджа Годдарда по космической и воздушной оптике (с 1961)
- Премия Меймана по лазерной физике (с 2020)